# Мовілянка
Мовілянка (рум. Movileanca) — село у повіті Яломіца в Румунії. Входить до складу комуни Редулешть.
Село розташоване на відстані 42 км на північний схід від Бухареста, 86 км на захід від Слобозії, 111 км на південний схід від Брашова.

## Населення
За даними перепису населення 2002 року у селі проживали 37 осіб, усі — румуни. Усі жителі села рідною мовою назвали румунську.